# Ренсом Ріґґз
Ре́нсом Рі́ґґз (англ. Ransom Riggs, нар. 3 лютого 1979, Меріленд, США) — американський письменник та сценарист, який став відомим завдяки своїй книзі «Дім дивних дітей» (англ. «Miss Peregrine's Home for Peculiar Children»).

## Життєпис
Ренсом Ріґґз народився у Меріленді на старій 200-літній фермі, а виріс у Флориді, де відвідував школу Пайн В'ю для обдарованих дітей (Pine View School for the Gifted). Вивчав англійську літературу у Кеньонському коледжі і кінематографію в Університеті Південної Каліфорнії.
Займався зйомкою короткометражних фільмів для Інтернету, вів блоги, а також написав книгу «Довідник про Шерлока Холмза» (англ. «The Sherlock Holmes Handbook»), за якою 2009 року зняли фільм — «Шерлок Холмс». Здобув популярність книгою «Дім дивних дітей», що стала бестселером не тільки в США, але й в Україні.

## Серія «Дім дивних дітей»
Перша книга серії «Дім дивних дітей» вийшла в 2012 році у видавництві «Квірк Букс» (англ. Quirk Books). В основі сюжету книги — колекція старих аматорських фотографій, яку Ренсом Ріґґз за порадою видавництва «Квірк Букс» використав для ілюстрацій у своїй книжці. Книга потрапила у список бестселерів «Нью-Йорк Таймс».
14 січня 2014 року вийшла друга книга серії — «Місто порожніх».
22 вересня 2015 року світ побачила завершальна частина трилогії — «Бібліотека душ».
3 вересня 2016 року вийшла книга під назвою «Казки про дивних» — збірка казок, яка надає розлогу додаткову інформацію про загадковий світ дивних дітей.

## Особисте життя
Ренсом Ріґґз мешкає у Ірвайні, штат Каліфорнія. З 2013 року перебуває у шлюбі з письменницею Тагере Мафі. 30 травня 2017 року у них народилася донька Лейла.

## Переклади українською
Серія «Дім дивний дітей»
- Ренсом Ріґґз «Дім дивних дітей». Пер. з англ. Володимир Горбатько. — Харків: КСД, 2012. — 432 с.: іл. ISBN 978-966-14-3877-3[3]
- Ренсом Ріґґз. Місто порожніх. Втеча з Дому дивних дітей. Пер. з англ. Олена Любенко. — Харків: КСД, 2014. — 380 с. ISBN 978-966-14-7674-4[4]
- Ренсом Ріґґз «Бібліотека душ. Немає виходу з дому дивних дітей» Пер. з англ. Олена Любенко. — Харків: КСД, 2016. — 480 с. ISBN 978-617-12-0839-1[5]
- Ренсом Ріґґз. «Казки про дивних». Пер. з англ. Олена Любенко. — Харків: КСД, 2017. — 192 с. ISBN 978-617-12-3179-5[6]
- Ренсом Ріґґз. «Карта днів». Пер. з англ. В. Д. Чумак. — Харків: КСД, 2019. — 512 с. ISBN 978-617-12-6305-5[7]
- Ренсом Ріґґз. «Пташині збори». Пер. з англ. В. І. Кучменко. — Харків: КСД, 2020. — 336 с. ISBN 978-617-12-7674-1[8]
- Ренсом Ріґґз. «Спустошення Диявольского Акра». Пер. з англ.TBA. — Харків: КСД, 2021. — 544 с. ISBN 78-617-12-8929-1[9]